# Markocsán Sándor
Markocsán Sándor (Miskolc, 1965. június 29. –) kétszeres magyar bajnok hosszútávfutó, futóedző.

## Pályafutása
1983-ban az ifjúsági fedett pályás országos bajnokságon 3000 méteren aranyérmes lett. 1985-ben junior országos bajnok lett öt- és tízezer méteren. A korosztályos sikerek után felnőttként két bajnoki címet szerzett csapat kis mezei futásban. 1988-ban Szász Lászlóval és Mallár Zsolttal a Miskcoli VSC színeiben lett bajnok. 1991-ben Papp Jánossal és Konovalov Ivánnal a Mikro SC csapatának tagjaként aratott győzelmet. 1992-ben visszavonult, majd 17 év kihagyás után 2009-ben kezdte újra pályafutását. Először futóként, majd a Nike Futóklub edzőjeként, továbbá a Runners World Magyarország állandó szakértőjeként segíti és inspirálja sok száz futó életét.
2014-ben rendezték az első Skyrunt a Duna Tower irodaházban. A versenyt Pál Balázzsal találta ki és szervezte meg.

## Egyéni legjobbjai
- 5000 m – 14:05
- 10000 m – 29:17
- Félmaraton – 65:40

## Sikerei, díjai
- Magyar atlétikai bajnokság - csapat kis mezei futás[3]
  - bajnok: 1988, 1991